# 張玉書
張玉書（1642年7月22日—1711年7月3日），字素存，號京江、潤甫，南直隸鎮江府丹徒縣人，清朝政治人物。深諳史學，精「春秋三傳」。
《丹徒縣志》謂其人：「性端重，寡言笑，讀書過目成誦」。

## 生平
張玉書生於崇禎十五年（1642年）六月二十二日。順治十八年（1661年）辛丑科二甲第二名進士。選翰林院庶吉士，康熙三年（1664年）散館授編修，十四年（1675年）升國子監司業，十五年（1676年）改翰林院侍講，同年充日講起居注官，十六年（1677年）升右春坊右庶子，十八年（1679年）任纂修《明史》總裁官，十九年（1680年）六月升詹事府詹事、翰林院侍講學士，入值南書房，二十年（1681年）升內閣學士，二十一年（1682年）充經筵講官，二十三年（1684年）升禮部左侍郎、翰林院掌院學士，同年丁父憂，服闋，二十六年（1687年）升刑部尚書，二十七年（1688年）改兵部尚書，同年改禮部尚書，二十九年（1690年）拜文華殿大學士兼戶部尚書。
康熙三十五年（1696年），隨康熙帝征伐噶爾丹叛亂。
康熙四十九年（1710年），告病辭官，仍慰留在朝。康熙五十年（1711年），以七十歲高齡隨康熙帝至熱河，五月十八日病死塞外，贈太子太保，諡文貞。

## 家族
父張九徵為順治四年（1647年）丁亥科進士。兄張玉裁為康熙六年（1667年）丁未科榜眼，弟張仕可為康熙十五年（1676年）丙辰科進士；張恕可為康熙二十七年（1688年）戊辰科進士。子張逸少為康熙三十三年（1694年）甲戌科進士。

## 著作
著有《張文貞集》。曾任康熙十八年（1679年）纂修《明史》總裁官，編撰《平定朔漠方略》、《佩文韻府》（1704年—1711年）、《康熙字典》總裁官。